# 荷兰葡萄酒

荷蘭葡萄酒產地分布圖

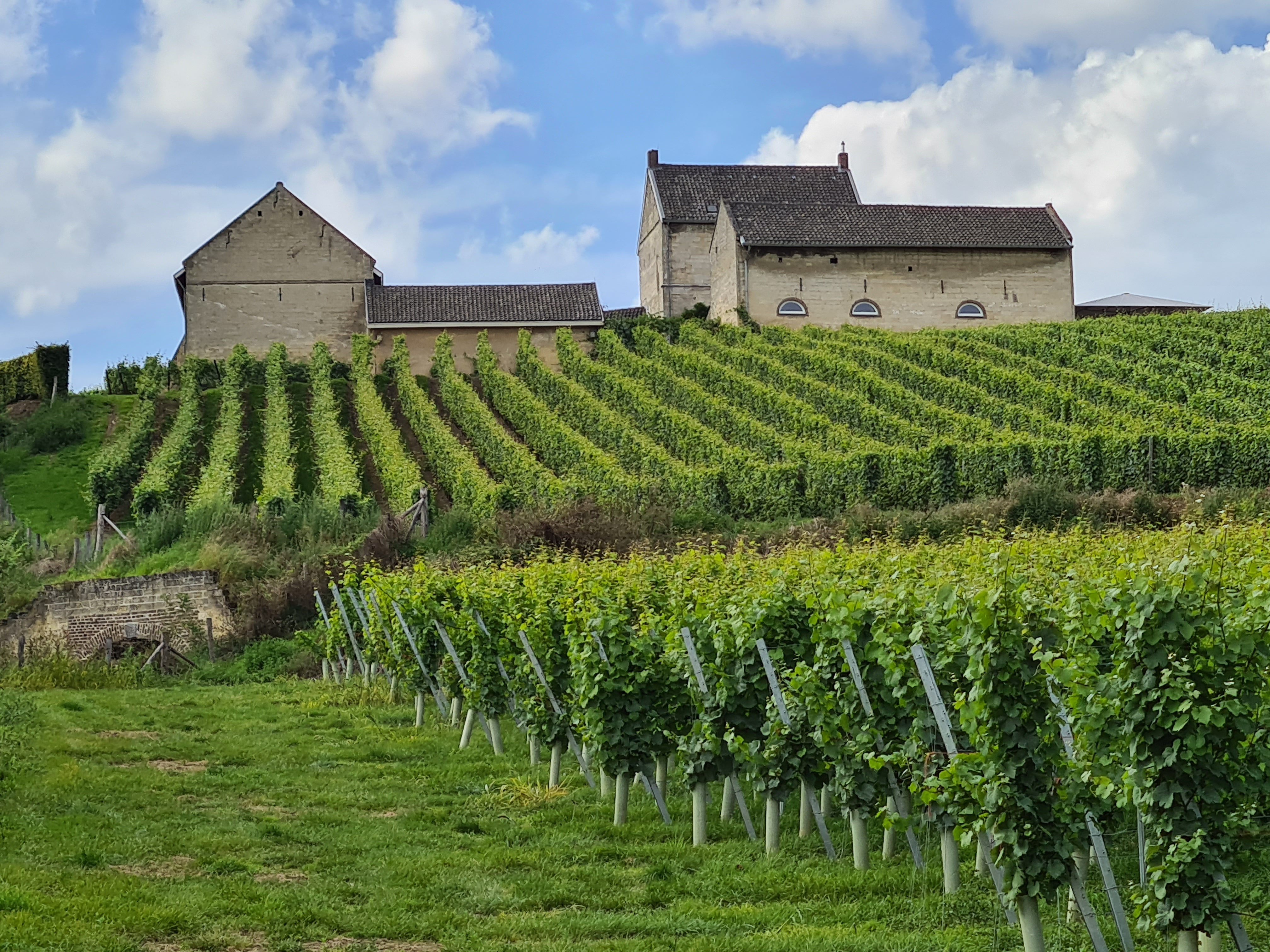
林堡省的葡萄園景觀

荷蘭葡萄酒（荷蘭語：Nederlandse wijn）是在荷蘭生產的葡萄酒。雖然葡萄酒生產規模不大，但如今它已成為荷蘭農業發展強勁的一個分支。目前，該國擁有180座商業葡萄園。荷蘭境內第一次提到葡萄栽培可以追溯到968年，現代葡萄酒生產始於20世紀70年代。

## 產區
大多數荷蘭葡萄園位於格爾德蘭省和林堡省。